# Могила Бориса Александровича Цуциева
Могила Бориса Александровича Цуциева — памятник истории во Владикавказе, Северная Осетия. Объект культурного наследия России регионального значения и культурного наследия Северной Осетии. Памятник, связанный с культурным строительством, развитием высшего образования в Северо-Осетинской АССР и жизнью старейшего работника Северо-Осетинского государственного университета. Находится на Осетинском кладбище на улице Павленко (северная часть кладбища фактически выходит на Кабардинскую улицу).
Борис Александрович Цуциев скончался в августе 1977 году. 10 августа 1978 года на его могиле был установлен бронзовый бюст. Авторы памятника — Шанаев Б. А., Тотиев Б. А., Цораев Д. А.
Могила располагается в западной части кладбища, которая имеет собственный вход с Кабардинской улицы. Площадь прямоугольного могильного участка размером 4,10 x 4 метров выложена бетонной плиткой и обнесена металлической оградой 70 сантиметров. Южная часть надгробия состоит из блоков размером 40 см. X 70 см высотой 15 см, в центре которой находится цветник. В восточной части надгробия на двойном постаменте сечением 65 см. X 70 см, высотой 50 см. X 50 см. X 60 см, высотой 110 см установлен бронзовый бюст Бориса Александровича Цуциева высотой 80 см.
В последующем могильный участок был расширен в связи с захоронением родственников Бориса Цуциева.
На верхней части постамента выбита надпись с биографическими сведениями:

ПРОФЕССОР 

ЦУЦИЕВ БОРИС

АЛЕКСАНДРОВИЧ

1900 — 1977

Могила внесена в реестр охраняемых памятников истории 15 апреля 1979 года Главным управлением охраны, реставрации и использования памятников истории и культуры Министерства истории и культуры СССР.